# Jean Leflon
Jean Leflon, né à Vouziers (Ardennes) le 9 mai 1893 et mort à Foix le 18 septembre 1979, est un homme d'Église et un historien français.

## Biographie
Il devient prêtre au lendemain de la guerre 1914-1918, tout en poursuivant des études à la Sorbonne et à l'Institut catholique de Paris. Privilégiant l'enseignement et les travaux historiques, il est successivement professeur au petit séminaire de Reims en 1920, supérieur de l'institution Sainte-Macre de Fismes en 1930, puis curé de la paroisse de Saint-Nicaise à Reims en 1935 tout en enseignant l'histoire de la musique au conservatoire de Reims de 1941 à 1943. En 1943, il devient professeur d'histoire à l'Institut catholique de Paris en 1943.
Homme d'études ayant une prédilection marquée pour les sciences, il s'est intéressé à la vie de Gerbert d'Aurillac et d'Eugène de Mazenod ainsi qu'à la Révolution française. En 1956, il devient maître de recherches au C.N.R.S., puis directeur de recherches en 1960. Il est élu membre de l'Académie des sciences morales et politiques en 1966.
Mgr Jean Leflon a également été fait chevalier de la Légion d'honneur puis officier.

## Principales publications
- Étienne-Alexandre Bernier, évêque d'Orléans (1762-1806), Plon, 1938 (OCLC 162539263). Grand Prix Gobert[4].
- Histoire de l'Église de Reims du ler au Ve siècle, Travaux de l'Académie de Reims, 152, 1941[5].
- Gerbert, Éditions de Fontenelle, Abbaye Saint Wandrille, 1945.
- Gerbert, humanisme et chrétienté au Xe siècle, Saint-Wandrille, Éditions de Fontenelle, 1946.
- Monsieur Émery (1732-1811), Paris, Bonne Presse, 1946. Prix Montyon en 1948[4].
- L'Église de France et la révolution de 1848, 1948.
- La Crise révolutionnaire 1789-1846, dans Histoire de l'Église (Fliche et Martin), t. XX,  1949[6].
- Nicolas Philbert, évêque constitutionnel des Ardennes, 1954.
- Eugène de Mazenod, évêque de Marseille, fondateur des Missionnaires oblats de Marie immaculée, 1782-1861, 1957. Prix Georges-Goyau en 1966[4].
- Pie VII : Des abbayes bénédictines à la Papauté, Plon, 1958.
- Le Mont Saint-Walfroy, Nouvelles Éditions latines, 1960.
- « Un Pape romagnol : Pie VII » in Studi romagnoli, 16, 1965.

## Distinctions
- Officier de la Légion d'honneur